# Panzerjäger Tiger (P)
Der Panzerjäger Tiger (P) „Ferdinand“, später nach Umbau mit dem Suggestivnamen „Elefant“, (Sd.Kfz. 184) war ein schwerer Jagdpanzer der Wehrmacht im Zweiten Weltkrieg.

## Namensgebung
Der Panzerjäger „Tiger P“ für 8,8-cm Pak 43/2 (Sf.) (Sd.Kfz. 184), so geführt in den Unterlagen des Generalinspekteurs der Panzertruppe von November 1943 bis April 1944, erhielt schon vor seiner Auslieferung an die Truppe einen deutlich weniger „sperrigen“ Beinamen für den Alltagsgebrauch. Benannt nach Ferdinand Porsche, der für die Antriebskonzeption des Fahrzeugs verantwortlich zeichnete, ist bereits für eine Besprechung mit Adolf Hitler vom 6. Februar 1943 die Bezeichnung Sturmgeschütz auf Fahrgestell Porsche Tiger mit langer 8,8 (Ferdinand) dokumentiert.
Jedoch wurde der Name auf Hitlers persönlichen Wunsch hin im November 1943 nochmals geändert mit der Anweisung, das Fahrzeug künftig mit „Elefant“ zu bezeichnen. Infolgedessen ist es im Bestand der Schweren Panzerjäger-Abteilung 653 ab Mai 1944 als s.Pz.Jg VI (P) 8,8 cm Pak 43/2 L/71 „Elefant“ aufgeführt.

## Geschichte

### Hintergrund
Während des Jahres 1941 hatte Ferdinand Porsche als Mitglied der deutschen Panzerkommission von dem Plan des Heereswaffenamtes (HWA) erfahren, einen schweren Panzer zu entwickeln. Er schaffte es, einen von der Industrie unabhängigen Entwicklungsauftrag für sein Entwicklungsbüro in Stuttgart zu erhalten. Seine Entwicklergruppe begann mit einem Fahrzeug, das als VK 30.01 (P) bekannt geworden ist. Aus diesem Projekt wurde letztlich als zweiter Typ eines schweren Panzers der VK 45.01 (P), der im Entwicklungsprogramm des Heereswaffenamts im Wettbewerb mit dem später als Tiger I in Serie gefertigten Panzerkampfwagen-Entwurfs der Firma Henschel stand.
Frühzeitig finanzierte das HWA die Fertigung von Bauteilen für eine Serie von 100 Fahrzeugen. Doch letztlich wurde das Projekt nach der Fertigung von einigen Prototypen und Versuchsfahrzeugen beendet. Noch immer waren jedoch noch 90 Fahrzeugwannen und Bauteile für deren Komplettierung zu einem schweren Panzerfahrzeug vorhanden. Noch im Herbst 1942 wurde entschieden, dass diese für den Bau eines schweren Sturmgeschützes genutzt werden sollten.

### Entwicklung
Nach der Entscheidung zum Bau des künftigen schweren Jagdpanzers wurde die Firma ALKETT in Berlin mit der Entwicklung beauftragt, weil sie viel Erfahrung mit dem Bau und der Konzeption solcher Fahrzeuge hatte. Die ungewöhnliche Antriebstechnik führte zur Einbeziehung von Porsche und seinem Entwicklungsteam, um die Antriebseinheit zu verlegen und neu aufzubauen.

### Produktion
Die Eisenwerke Oberdonau in Linz übernahmen die Abänderung der Fahrzeugwannen entsprechend der neuen Antriebskonfiguration. Den ursprünglichen Plan, die Arbeiten bei Alkett durchzuführen, hatte man bei Alkett fallen gelassen, da bei der Reichsbahn keine Transportkapazitäten zu bekommen waren. Danach gingen die Wannen zu den Nibelungenwerken in Sankt Valentin, wo die Fahrgestelle fertiggestellt und die Aufbauten montiert werden konnten. Geplant war ursprünglich, dass alle Fahrzeuge bis April 1943 fertiggestellt werden sollten. Änderungen in der Planung führten dazu, dass am 8. Mai 1943 der letzte „Ferdinand“ planungsgerecht im Nibelungenwerk vom Band lief und an das Heer ausgeliefert wurde.
Am 6. Mai 1943 erhielt das Unternehmen Krupp, das auch die 8,8-cm-L/71-PaK lieferte, einen Auftrag über die Fertigung von zusätzlichen Kugelblenden für das Geschütz. Bereits am 13. Mai 1943 konnte Krupp diese Zusatzpanzerung an die Truppe übergeben. Insgesamt wurden 90 8,8-cm-Jagdpanzer Tiger (P) gebaut. Das Waffenprüfamt erhielt ein Exemplar zur Erprobung; es wurde anschließend der Truppe zugeführt.

### Technische Beschreibung
Eine Besonderheit des Fahrzeugs war sein benzinelektrischer Antrieb: Zwei von Ottomotoren angetriebene Generatoren lieferten Strom für die beiden auf die hinteren Antriebsräder wirkenden Elektromotoren; eine Idee, die Porsche erstmals 1901 als Automobilkonstrukteur im Mixte-Wagen realisiert hatte (Patent 1896). Dieser komplizierte Hybridantrieb stellte sich jedoch als störanfällig heraus, und die durch das Antriebskonzept verursachten Energieverluste zogen einen besonders hohen Benzinverbrauch nach sich.
Als Bewaffnung wurde die aus den Erfahrungen mit der auch im Bodeneinsatz erfolgreich eingesetzten 8,8-cm-Flak weiterentwickelte 8,8-cm-PaK 43 vorgesehen, die mit ihren 71 Kaliberlängen eine enorme Geschossgeschwindigkeit erzielte und durch ihre Durchschlagskraft zu den stärksten Panzerabwehrkanonen des Zweiten Weltkrieges zählte. Da Hitler den neuen Panzerjäger in der Schlacht im Kursker Bogen unbedingt einsetzen wollte, verlief die Entwicklung überhastet und ohne ausreichende Erprobung durch das Heereswaffenamt.

## Einsatz

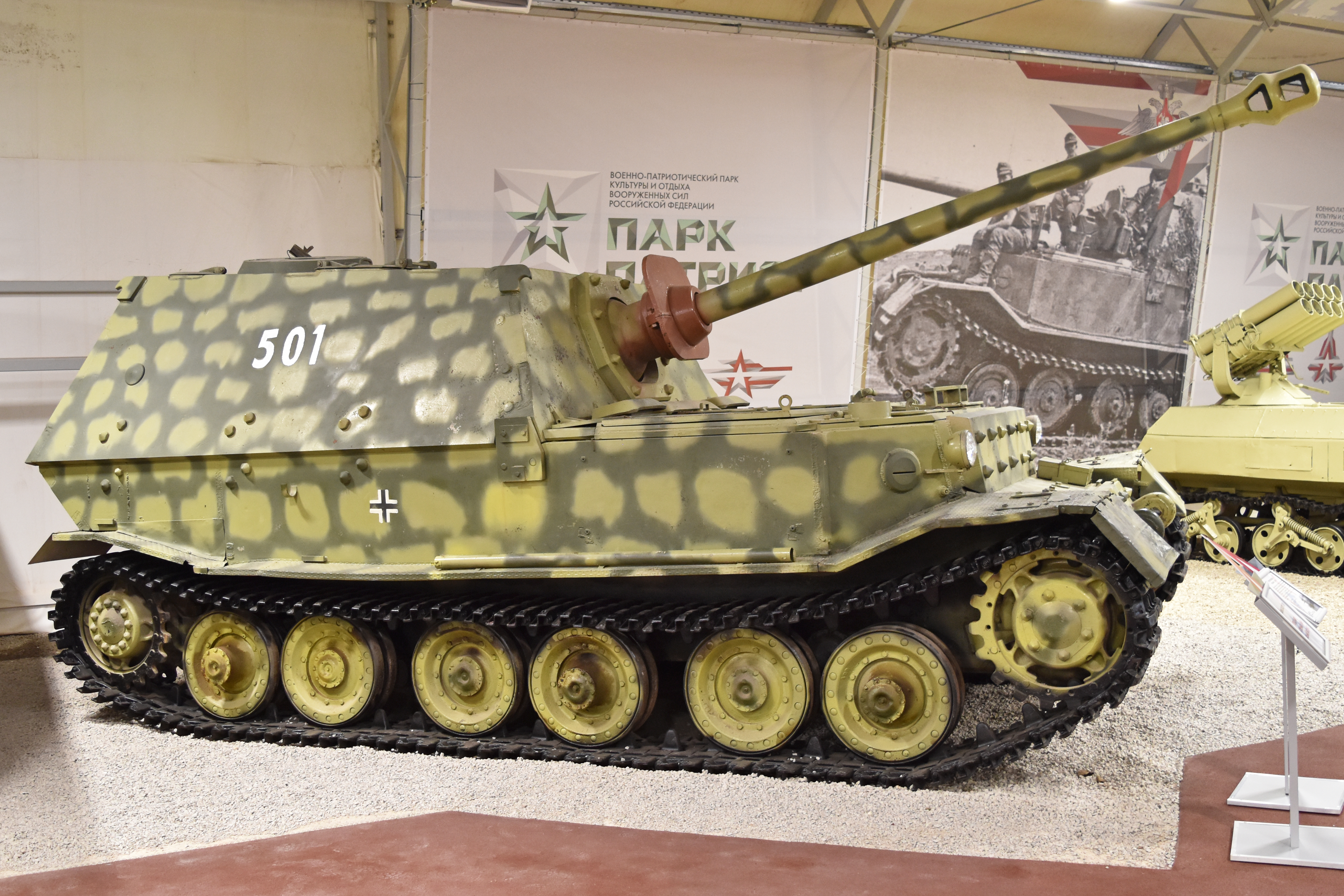
Panzerjäger Tiger (P) Ferdinand
im Patriot Park Museum

Ursprünglich sollten die 90 Ferdinands unter die Kontrolle des Generals der Artillerie gestellt werden und je 30 Stück an die Sturmgeschütz-Abteilungen 190, 197 und 600 gehen. Dies wurde vor ihrer Auslieferung am 19. März 1943 durch Heinz Guderian geändert, sodass die 90 Fahrzeuge jeweils zur Hälfte zwischen der schweren Panzerjäger-Abteilung 653 und der schweren Panzerjäger-Abteilung 654 aufgeteilt wurden.
Die Ferdinands kamen erstmals beim Unternehmen Zitadelle zum Einsatz. Sie wurden dabei Kompanien, zum Teil auch Zügen, zugeteilt, wobei Infanterie oder Kampfpanzer die Flankendeckung übernehmen mussten. Die Panzerjäger besaßen zwar aufgrund ihrer durchschlagskräftigen Kanone eine enorme Feuerkraft und konnten den sowjetischen Standardpanzer T-34 auf eine Entfernung von 3500 m frontal zerstören, jedoch geriet dieser erste Einsatz aufgrund einer falschen Einsatztaktik zum Fehlschlag, da die Fahrzeuge nicht in der Defensive, sondern in der Offensive eingesetzt wurden:
- Schon nach den ersten vier Tagen des Angriffs war etwa die Hälfte der eingesetzten Jagdpanzer wegen mechanischer Probleme ausgefallen, da sich das neuartige Antriebskonzept, die Lenkung und das Getriebe als unzuverlässig erwiesen.
- Zudem war die Mobilität des Fahrzeuges aufgrund des sehr hohen Bodendrucks und des immensen Verbrauchs von bis zu 1000 Litern Benzin auf 100 km bei einer Höchstgeschwindigkeit von nur 10 bis 15 km/h im Gelände stark eingeschränkt.
- Die mit 200 Millimeter an der Front und 80 Millimeter an der Seite stark gepanzerten Fahrzeuge waren durchaus in der Lage, die gegnerische Front zu durchbrechen, und kaum durch Artillerie zu vernichten. Unter dem Sperrfeuer feindlicher Artillerie war es anderen Truppenteilen allerdings nicht möglich, ihnen zu folgen, die isolierten und einzeln im feindlichen Gelände umherirrenden, langsamen Fahrzeuge konnten daraufhin gezielt ausgeschaltet werden.

Kam es zum Nahkampf, hatte der Ferdinand keine Chance, weil er kein Maschinengewehr zur Nahverteidigung besaß und seine nur um wenige Grad horizontal schwenkbare Kanone zur Abwehr einzelner Infanteristen ungeeignet war: Soldaten der Panzerabwehrverbände konnten sich im toten Winkel des Ferdinand nähern. Sie konnten Haftsprengladungen anbringen oder warten, bis der Ladekanonier die Auswurfluke am Heck öffnete, um Kartuschen auszuwerfen. Dann schleuderten sie eine Brandflasche in den Kampfraum.
Im Zuge sowjetischer Gegenangriffe wurden mehr als 20 aufgrund technischer Defekte oder aus anderen Gründen aufgegeben und gesprengt.
Als Defensivwaffe war der Gefechtswert der Ferdinand sehr hoch. Zum Beispiel zerstörte ein Ferdinand bei Kursk an einem Vormittag 22 Panzer der Roten Armee, die sich angesichts der großen Entfernung in Sicherheit wähnten. 
Die schwere Panzerjäger-Abteilung 653 erzielte vom Beginn der Offensive bis zum 27. Juli insgesamt 320 Abschüsse bei 13 eigenen Verlusten.
Insgesamt zerstörten die beiden Abteilungen mehr als 500 feindliche Panzer, 20 PaK und 100 Geschütze.
Die verbliebenen Jagdpanzer wurden bis Herbst 1943 an der Dnepr-Front eingesetzt, dann aber zur technischen Überholung abgezogen. Trotz Kampfwertsteigerung und Grundinstandsetzung konnten die Probleme des Antriebs wie der Grundkonzeption nicht vollständig beseitigt werden.
Ab Februar 1944 kamen die Panzerjäger unter der Bezeichnung „Elefant“ nach Italien, wo sie unter anderem gegen die alliierte Landeoperation bei Anzio/Nettuno eingesetzt wurden. Sie erwiesen sich dabei zwar als technisch ausgereifter, hatten aber aufgrund ihrer Größe und ihrer 70 t Gewicht Probleme mit Straßen und Brücken, die großen und langsamen Fahrzeuge wurden zum Ziel feindlicher Jagdbomber, ihre Einsatzbereitschaft litt unter ständigem Ersatzteilmangel. Infolge der immer wieder auftauchenden Störungen am Antrieb sowie wegen Ersatzteil- und Treibstoffmangel wurden viele Fahrzeuge von ihren Besatzungen aufgegeben und gesprengt. Direkte Abschüsse waren aufgrund der starken Panzerung eher selten, häufiger waren Ausfälle durch Minen- oder Kettenschäden und Luftangriffe.
Im Oktober 1944 wurde die schwere Panzerjäger-Kompanie 614 gebildet, mit vierzehn Jagdpanzern Elefant der 2./ schwere Panzerjäger-Abteilung 653 ausgestattet und an die Ostfront verlegt. Die Einheit kämpfte im April 1945 noch mit vier Jagdpanzern Elefant nahe Zossen südlich von Berlin und ging dann mit der 9. Armee unter.

## Nachrüstung

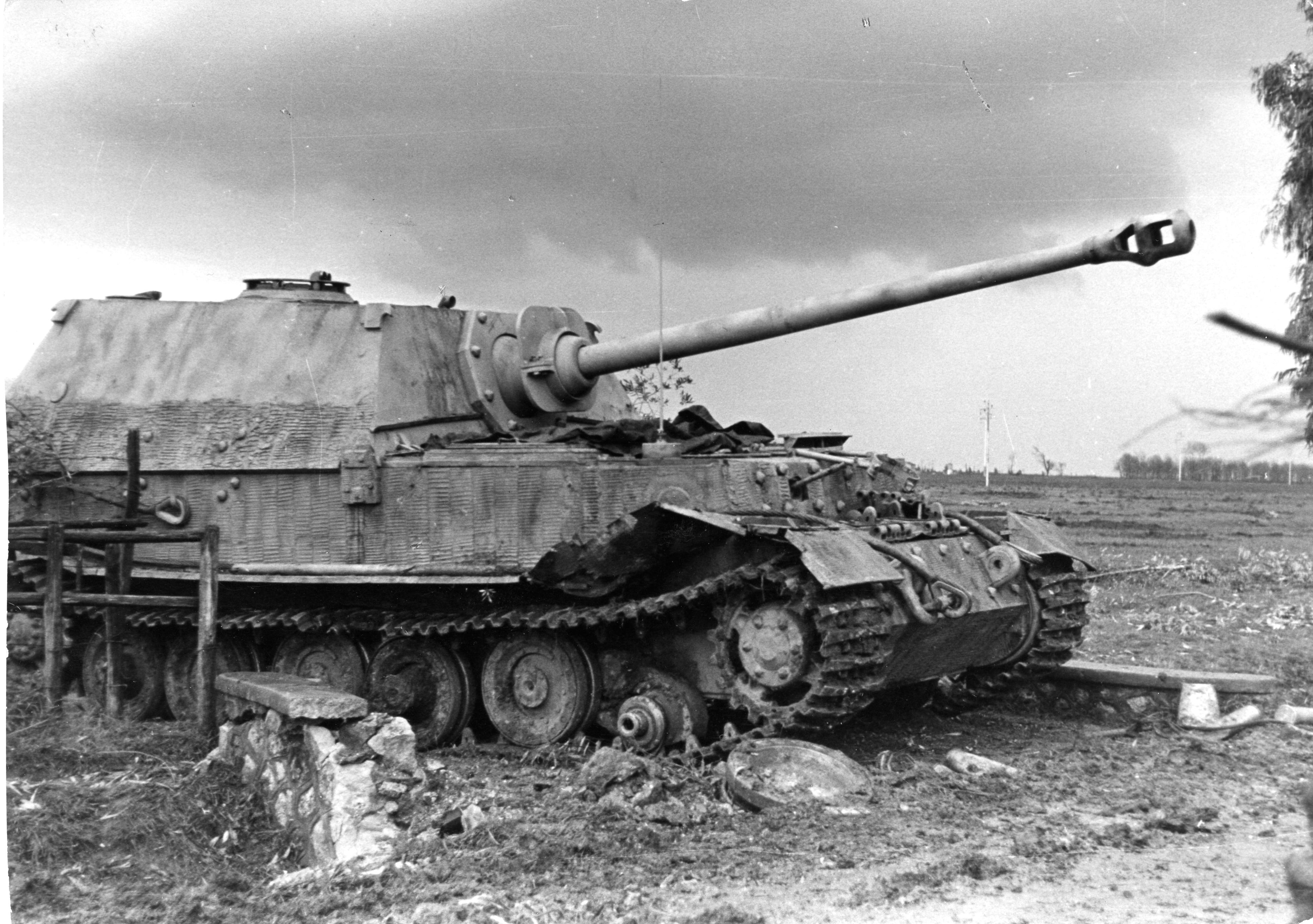
Beschädigter Panzerjäger „Elefant“ bei Nettuno, Italien 1944

Nach der Schlacht von Kursk wurden 48 von 50 verbliebenen Fahrzeugen zwischen Oktober 1943 und Anfang 1944 nachgerüstet und modernisiert. Die Nachrüstung umfasste ein MG 34 als Bug-MG, Änderungen bzw. Verstärkungen im Panzerschutz, Anbringen eines Zimmeritanstrichs gegen Magnethaftladungen, breitere Ketten zur Senkung des Bodendrucks, Installation einer Kommandantenkuppel und Verbesserung des Antriebes.
Nach der Umrüstung wurde die Bezeichnung offiziell in „Elefant“ geändert. Somit beschreibt der Name „Ferdinand“ faktisch die frühe Version und der Name „Elefant“ die späte Version des Panzerjägers Tiger (P).

## Technische Daten
| Technische Daten des Jagdpanzers Elefant |                                                                                               |
| Allgemeine Eigenschaften                 |                                                                                               |
| Gewicht                                  | 65 t                                                                                          |
| Länge                                    | 8,14 m                                                                                        |
| Breite                                   | 3,38 m                                                                                        |
| Höhe                                     | 2,97 m                                                                                        |
| Besatzung                                | 6                                                                                             |
| Stückzahl                                | 91                                                                                            |
| Bewaffnung                               |                                                                                               |
| Hauptbewaffnung                          | 8,8-cm-StuK 43/1 L/71                                                                         |
| Sekundärbewaffnung                       | 1 × MG 34 (Nachrüstung 1943)                                                                  |
| Munitionsvorrat                          | StuK: 55 MG: 600                                                                              |
| Panzerung                                |                                                                                               |
| Bug                                      | 100+100 mm                                                                                    |
| Seiten                                   | 80 mm                                                                                         |
| Heck                                     | 80 mm                                                                                         |
| Fahrerfront                              | 200 mm                                                                                        |
| Beweglichkeit                            |                                                                                               |
| Ottomotoren (Generatorenantrieb)         | Zwei wassergekühlte Zwölfzylinder-V-Motoren Typ Maybach HL 120 TRM (je 265 PS bei 2600 min−1) |
| Gesamtleistung                           | 530 PS (Dauerleistung)                                                                        |
| Generatoren                              | zwei SSW aGV mit je 500 Volt                                                                  |
| Elektromotoren (Fahrantrieb)             | zwei SSW D1495a mit je 230 kW                                                                 |
| Höchstgeschwindigkeit Straße             | 20 km/h                                                                                       |
| Höchstgeschwindigkeit Gelände            | 15 km/h                                                                                       |
| Kraftstoffvorrat                         | 1020 l                                                                                        |
| Kraftstoffverbrauch                      | 700 l/100 km Straße                                                                           |
| Fahrbereich                              | 150 km (Straße) 90 (Gelände)                                                                  |
| Bodenfreiheit                            | 48 cm                                                                                         |
| Wattiefe                                 | 100 cm                                                                                        |
| max. Grabenbreite                        | 264 cm                                                                                        |
| Kletterfähigkeit                         | 78 cm                                                                                         |
| Steigfähigkeit                           | bis zu 22°                                                                                    |

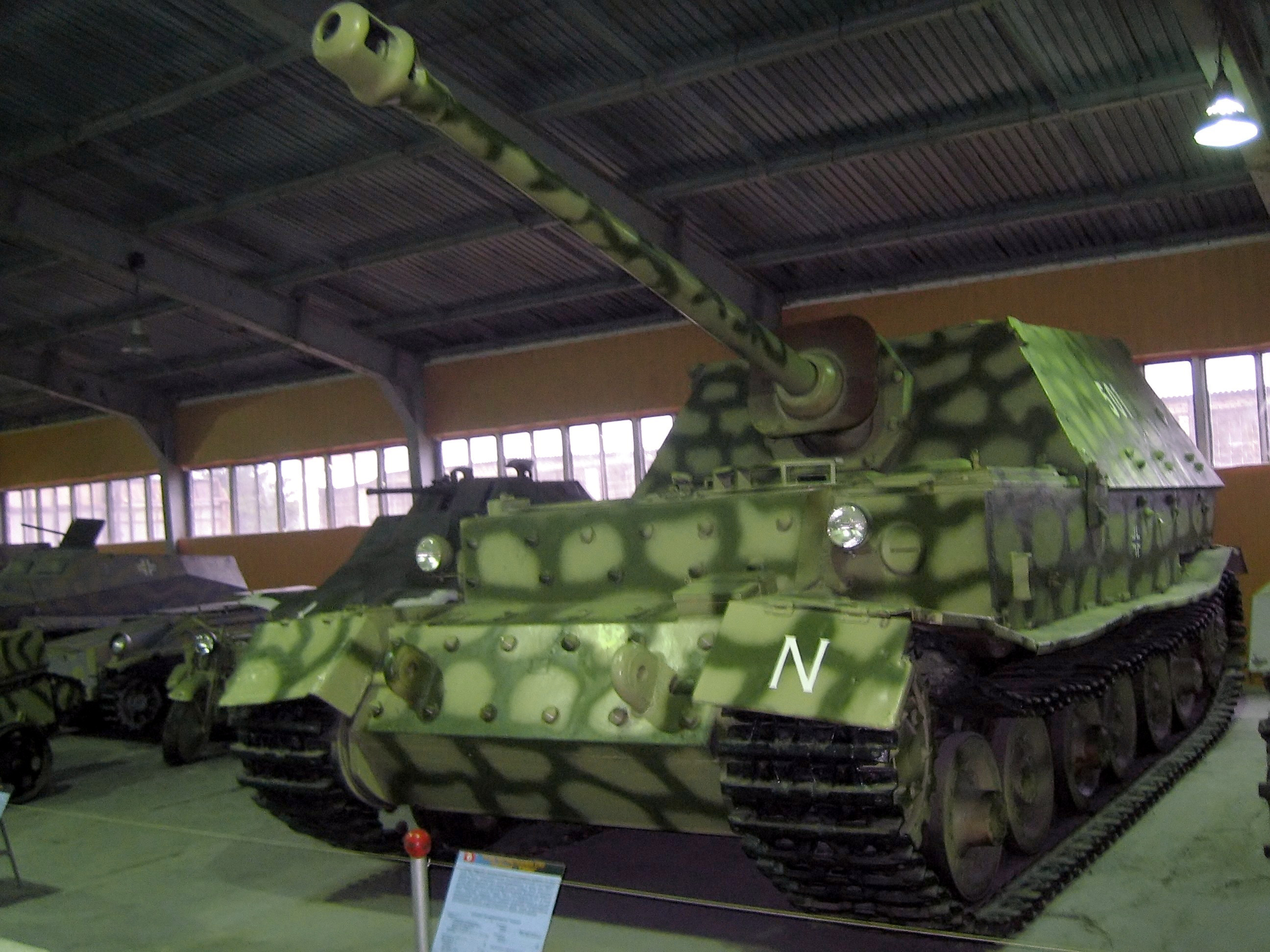
Ein „Ferdinand“, die Urform des „Elefant“, im Panzermuseum Kubinka

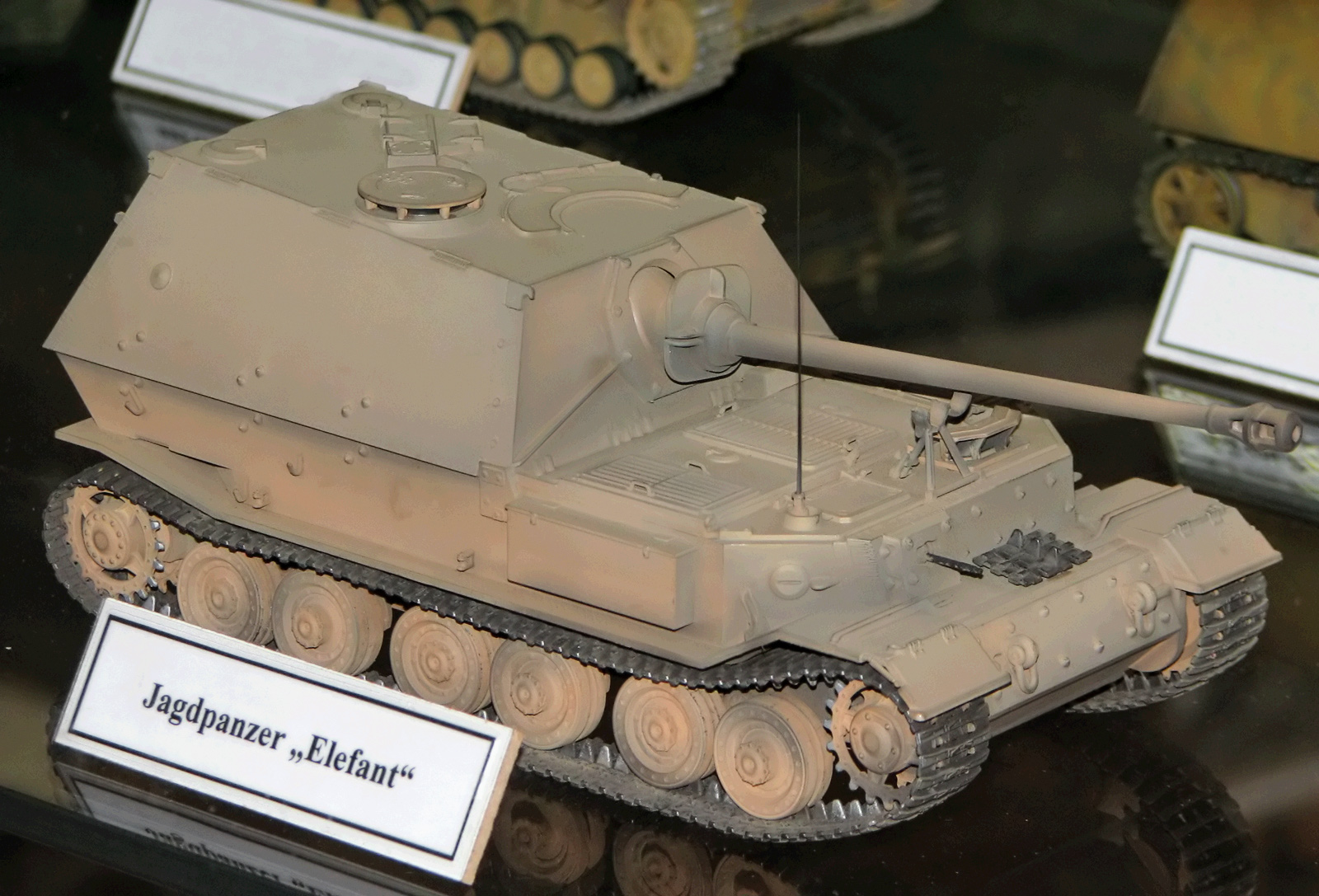
Panzerjäger „Elefant“ (Modell)

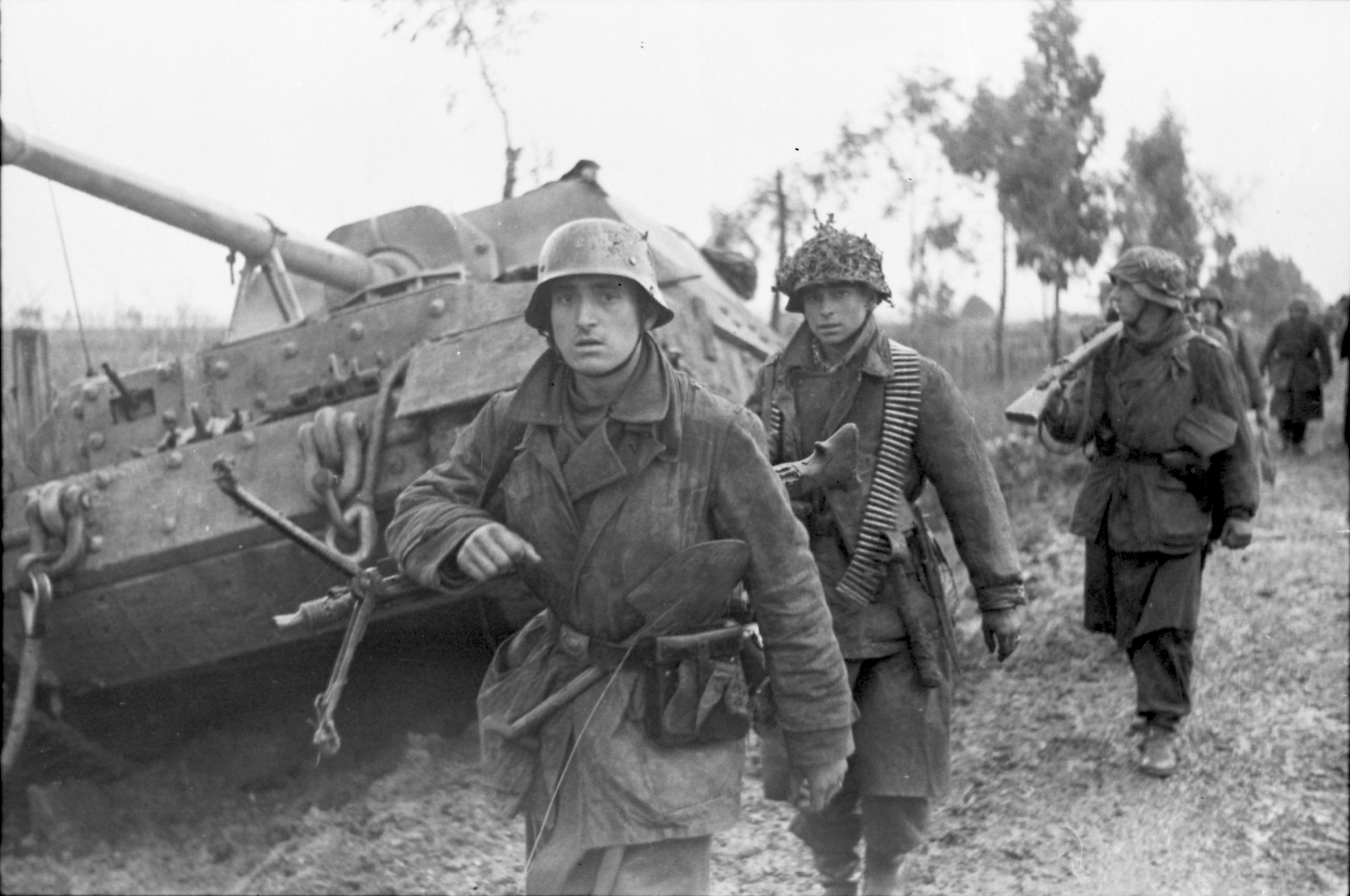
Deutsche Infanteristen passieren einen liegengebliebenen „Elefant“

Anmerkungen zur Tabelle „Technische Daten“
1. ↑  Hochleistungsmotor, 11,9 l Hubraum, Trockensumpfschmierung, Magnetzündung.

## Erhaltene Exemplare
Es sind zwei Exemplare erhalten geblieben.
- Im Panzermuseum Kubinka steht eine Ferdinand-Version.
- Der Panzer im United States Army Ordnance Museum, seit 2010 im Umzug von Aberdeen (Maryland) nach Petersburg (Virginia), wurde 1944 in Italien erbeutet. Er wurde 2006 außen renoviert und der in Italien gebräuchliche Tarnanstrich wiederhergestellt. Dabei wurden zwei Granatsplitter aus einem M61-Geschoss, welches von mehreren amerikanischen Panzern wie M4 Sherman oder M10 Wolverine verwendet wurde, bei einem der Triebsräder gefunden, welche das Fahrwerk blockiert hatten. Von Dezember 2016 bis Januar 2019 war er als Leihgabe im Tank Museum (Bovington, UK) zu sehen.[8]